# José Moratón Taeño
José Moratón Taeño (nascut el 14 de juliol de 1979 a Santander) és un futbolista càntabre que juga actualment a la UD Salamanca.